# Tehuelchesaurus

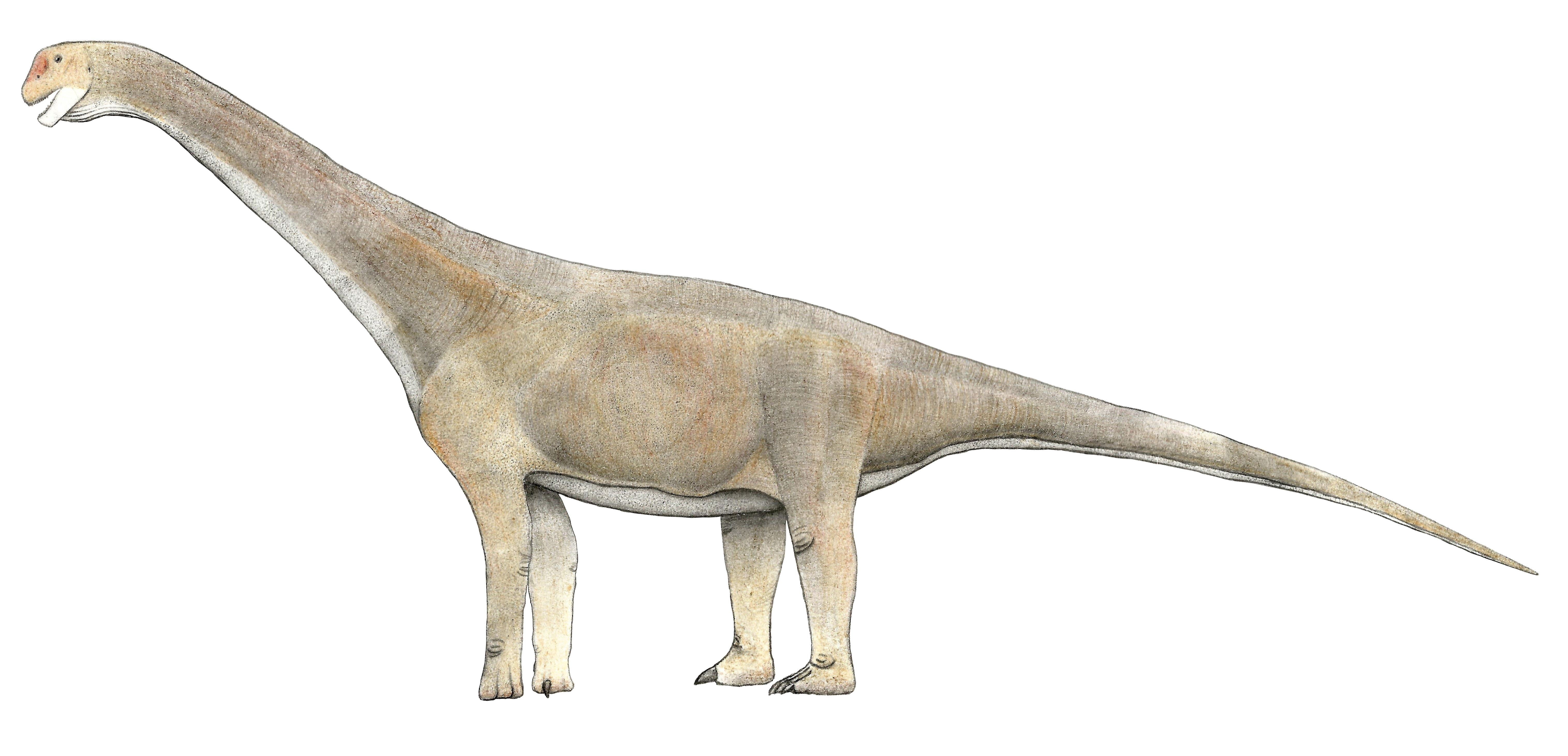
Tehuelchesaurus benetezii

Tehuelchesaurus benetezii is een plantenetende sauropode dinosauriër, behorend tot de Eusauropoda, die tijdens het late Jura leefde in het gebied van het huidige Argentinië.

## Vondst en naamgeving
In 1980 ontdekte de mijnbouwingenieur Aldino Benitez, met een geigerteller op zoek naar uranium, bij de Estancia Fernández in de provincie Chubut het radioactieve bot van een sauropode. In 1994/1995 werd het skelet daarvan opgegraven door een team van het Museo Paleontológico "Egidio Feruglio" onder leiding van Palo Puerta, Raul Vacca en Olga Giménez.
In 1997 meldden de Australische paleontologen Thomas Rich en Patricia Vickers-Rich samen met de Argentijnse paleontologen waaronder Rubén Cúneo de vondst, die ze toen nog aanzagen voor een lid van de Camarasauridae. In 1999 benoemden ze de typesoort Tehuelchesaurus benetezii. De geslachtsnaam verwijst naar de Tehuelche, de plaatselijke inheemse stam. De soortaanduiding eert de ontdekker. Ondertussen waren ze tot de conclusie gekomen dat het ging om een lid van de Cetiosauridae.
Het holotype, MPEF-PV 1125, werd volgens de analyse uit 1997 opgegraven in de Cañadón Calcáreoformatie die dateert uit het Kimmeridgien. In 1999 dacht men echter dat het de Cañadón Asfaltoformatie was uit het veel vroegere Callovien, het middelste Jura. Het bestaat uit een skelet zonder schedel. Bewaard zijn gebleven: tien ruggenwervels, twee sacrale wervels, een staartwervel, ribben, een rechterschoudergordel, een linkervoorpoot zonder hand, het bekken, beide dijbeenderen en huidafdrukken.

## Beschrijving

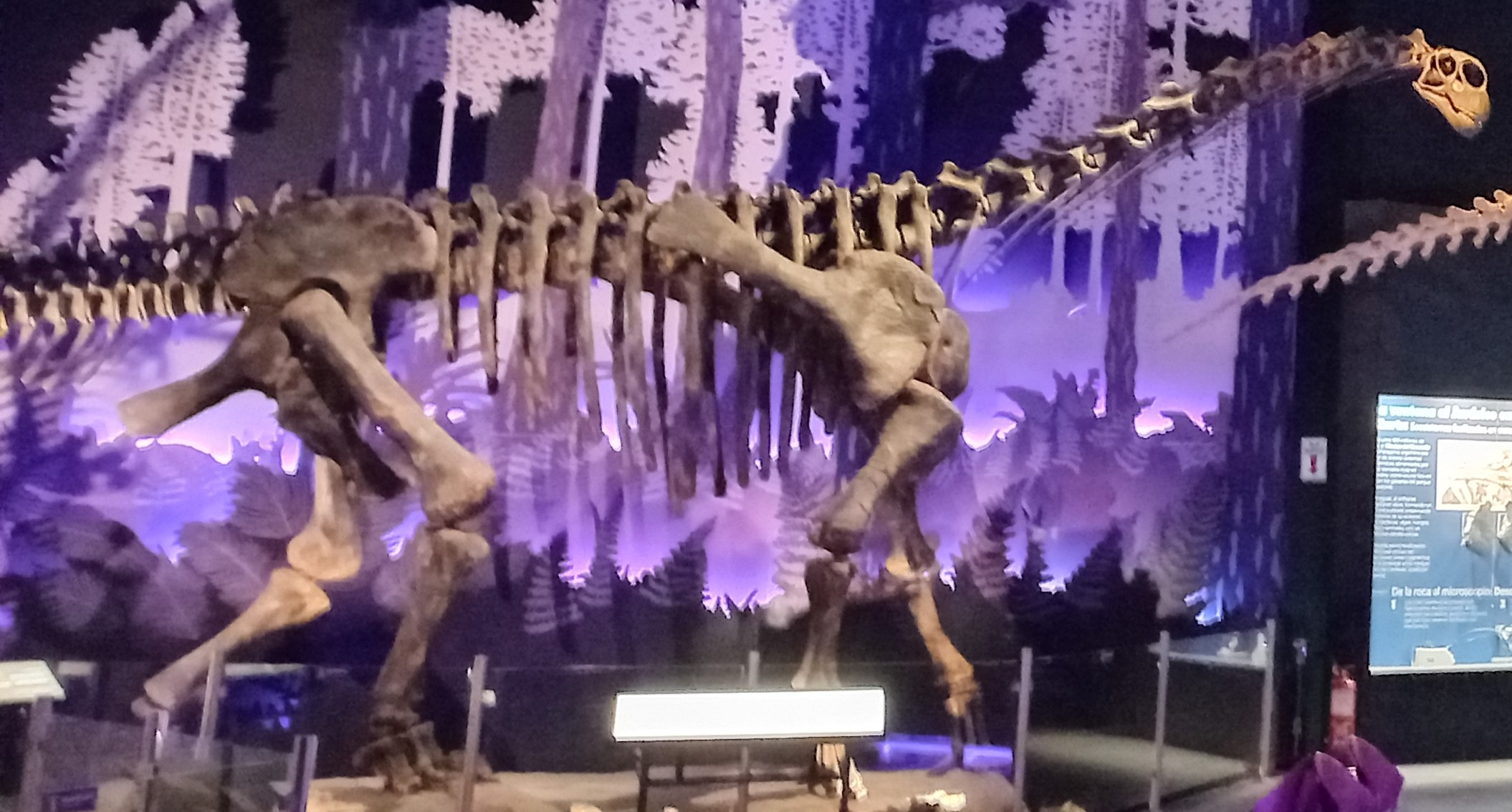
Skeletreconstructie van Tehuelchesaurus in het Museo Paleontológico Egidio Feruglio

### Grootte
Tehuelchesaurus is een middelgrote sauropode. Gregory S. Paul schatte in 2010 de lengte op vijftien meter, het gewicht op negen ton. Het linkerdijbeen heeft een lengte van 158 centimeter. Het opperarmbeen heeft een lengte van 114 centimeter.

### Onderscheidende kenmerken
In 1999 werd een diagnose gegeven die ervan uitging dat het dier een cetiosauride was. Aangezien echter vermoedelijk de oorspronkelijke determinering en datering correcter waren, is deze diagnose waardeloos. Hier wreekte zich het feit dat Rich geen ervaring had in het beschrijven van sauropoden, die in Australië zelden worden gevonden.
De ruggenwervels worden vooraan doorboord door pleurocoelen en hebben hoge wervelbogen. Rich dacht dat het slechts "pseudopleurocoelen" waren, die ook bij de basale sauropode Omeisaurus geïdentificeerd waren en dit verleidde hem een verwantschap daarmee aan te nemen. Een andere overeenkomst was de krachtig gevormde deltopectorale kam op het opperarmbeen.
Een modernere beschrijving werd in 2011 gegeven door José L. Carballido e.a. Daaruit bleek dat de pleurocoelen wel degelijk echt zijn in de zin dat ze tot in het holle binnenste doorlopen. Tot aan de eerste sacrale wervel zijn er pleurocoelen. De interne holten bestaan uit een onderste laag grote luchtkamers met daarboven secundaire kamers in de wervelboog. Die wervelboog toonde een complex systeem van holten en richels.
Carballido stelde een reeks onderscheidende kenmerken vast. Sommige daarvan zijn autapomorfieën, unieke afgeleide eigenschappen. Het zijuitsteeksel van de diapofyse, het bovenste ribfacet, wordt ondersteund door twee extra richels. De eerste daarvan ontspringt aan de richel tussen de diapofyse en de parapofyse en loopt van daaruit naar achteren en boven om te versmelten met de tweede extra richel. Die loopt op zijn beurt van dit punt af naar achteren en beneden richting de achterste richel tussen diapofyse en wervellichaam. De richel tussen de achterste werveluitsteeksels heeft aan de buitenzijde een extra naar buiten gerichte richel. De onderkant van het opperarmbeen is robuust en sterk van voor naar achteren verbreed.
Daarnaast is er een unieke combinatie van op zich niet unieke eigenschappen. De voorste en middelste ruggenwervels hebben geen richel lopen tussen de voorste werveluitsteeksels en de parapofyse, een basaal kenmerk. Er is een extra achterste richel tussen de diapofyse en het wervellichaam zodat het lijkt dat de normale richel zich splitst, een kenmerk dat vermoedelijk convergent gedeeld wordt met de Titanosauria. Er loopt, althans bij de middelste ruggenwervels, slechts één richel tussen de achterste werveluitsteeksels, een basaal kenmerk, vermoedelijk convergent gedeeld met de Diplodocidae; en deze richel ondersteunt de zwak ontwikkelde hyposfeen die aanwezig is bij de middelste en achterste ruggenwervels. De ruggenwervels hebben overdwars afgeplatte doornuitsteeksels, een zeer basaal kenmerk. Deze doornuitsteeksels hebben bovenaan geen verbreding overdwars. Het uitsteeksel op de voorste onderrand van het schouderblad, de processus acromialis, is viermaal zo breed als de minimale schachtbreedte van het schouderblad.

### Huidafdrukken
De huidafdrukken zijn aangetroffen op de borstkas en vooral op de lendenen. Die op de borstkas tonen kleine ruitvormige schubben met een lengte van twee tot vier millimeter en een breedte van één à drie millimeter. Die op de achterste rug laten rozetten van platte niet-overlappende veelhoekige schubben zien. De centrale schubben, meestal zeshoekig, hebben een maximale doorsnede van drie centimeter. De omringende schubben tonen allerlei onregelmatige vormen en hebben een maximale lengte van twee centimeter.

## Fylogenie
Naar moderne inzichten is Tehuelchesaurus een lid van de Camarasauromorpha. Op een positie in althans de Neosauropoda wijst het rechthoekige ravenbeksbeen. De opisthocoele ruggenwervels wijzen op een behoren tot de Camarasauromorpha. Tehuelchesaurus heeft zelfs kenmerken die gedeeld worden met de Titanosauriformes, zoals een verticaal verlengd schaambeen, een hoge beennaad tussen schaambeen en zitbeen; gepneumatiseerde ribben; afgeplatte voorste ribben en een bult aan de bovenste buitenkant van het dijbeen. Gedeeld met de Titanosauria wordt de lipvormige verbreding van het ravenbeksbeen onder het schoudergewricht.
Volgens de analyse van 2011 was Galvesaurus de zustersoort. Een analyse uit 2014 had tot uitkomst dat Tehulechesaurus behoorde tot de Camarasauridae en dus nauwer verwant was aan Camarasaurus.
Als neosauropode zou Tehuelchesaurus een van de oudste bekende uit Zuid-Amerika zijn en een aanwijzing dat de Neosauropoda zich al vroeg verspreid hadden met mogelijke uitzondering van Azië waar pas laat zekere leden van deze groep opduiken. Rich had in 1999 nog aangenomen dat een verwantschap met Omeisaurus wees op een late uitwisseling van zeer basale soorten tussen het zuiden van Pangea en China.